# 西王庙组
西王庙组是分布于川南、滇东地区的岩石地层单位，由张云湘于1958年命名。选层型剖面为四川省普格县大槽河剖面，次选层型剖面为云南永善县肖滩剖面。该组以紫红、砖红色夹灰绿色粉砂岩及泥岩为主，夹有细砂岩、灰岩、白云岩及石膏层，含少量三叶虫化石。与下伏陡坡寺组白云岩、灰岩及上覆娄山关群白云岩均为整合接触，界线清楚。该组时间上属中寒武世，与双龙潭组同时沉积，自永善-巧家-武定往东南逐渐相变为双龙潭组。巧家新店子沉积最厚，为252m，永善地区厚126~157 m，巧家大包厂与龙家村一带厚166~179m，会泽、东川厚仅70多米，武定厚169.89m。
该组普遍产石膏矿，永善肖滩、长坪，巧家马鹿梁子及大包厂，会泽李开坪，东川王家山与三十六湾等地的矿质最佳，石膏呈灰、深灰、灰绿等色，一般含矿1~7层，矿层总厚3~70 余米。